# Maktab al-Khidamat
El Maktab al-Khidamat , también Maktab Khadamat al-Muyahidín al-Arab (en árabe : مكتب الخدمات o مكتب خدمات المجاهدين العرب, MAK), también conocida como la Oficina de Servicios de Afganistán, fue fundada en 1984 por Abdullah Azzam, Wa'el Hamza Julaidan, Osama bin Laden y Ayman al-Zawahiri para recaudar fondos y reclutar muyahidines extranjeros para la guerra contra los soviéticos en Afganistán. MAK se convirtió en el precursor de al-Qaeda y fue fundamental en la creación de la red de captación y recaudación de fondos que benefició a Al-Qaeda durante la década de 1990. 
Durante la guerra soviético-afgana, MAK desempeñó un papel mínimo, entrenando a un pequeño grupo de 100 muyahidin para la guerra y desembolsando aproximadamente $ 1 millón en donaciones de musulmanes a través de una red de oficinas globales en países árabes y occidentales, que supuestamente incluían aproximadamente treinta en los Estados Unidos. MAK mantiene una estrecha relación con el de Pakistán Inteligencia Inter-Servicios de agencia (ISI) a través del cual la agencia de inteligencia de Arabia Saudita, Al Mukhabarat al A'amah, canalizó dinero a los muyahidin. El MAK pagó el pasaje aéreo para que los nuevos reclutas fueran trasladados en avión a la región afgana para recibir capacitación.  MAK estaba cooperando estrechamente con la facción Hezb-e Islami Gulbuddin de laPeshawar Seven.
Cuando terminó la guerra, surgió una diferencia de opinión entre Azzam y la Jihad Islámica Egipcia (EIJ) dirigida por Ayman al-Zawahiri sobre la dirección futura de MAK. Azzam quería utilizar la riqueza que había generado y la red que creó para ayudar a instalar un gobierno islámico puro en el Afganistán de la posguerra  y se opuso a la "fitna" entre los musulmanes, incluidos los ataques contra gobiernos de países musulmanes. Al-Zawahiri quería utilizar los activos de MAK para financiar una jihad global , incluido el derrocamiento de gobiernos en países musulmanes considerados no islámicos.  Bin Laden, el recaudador de fondos más importante de MAK, [ cita requerida ]fue fuertemente influenciado por Zawahiri, aunque permaneció cerca de Azzam. 
El 24 de noviembre de 1989, Azzam fue asesinado por la detonación de 3 minas, por asesinos desconocidos. Tanto Azzam como sus 2 hijos murieron en el asesinato cuando se dirigían a su mezquita local para las oraciones vespertinas.  Tras la muerte de Azzam, Osama bin Laden asumió el control de MAK y la organización fue absorbida por al-Qaeda.  sospechosos incluyen bin Laden,  Ayman al-Zawahiri,  líderes de milicias afganas rivales, la Agencia de Inteligencia Interservicios de Pakistán, la CIA, el Mossad israelí,  y la inteligencia iraní. 

## Conexiones en los Estados Unidos
MAK estableció oficinas de reclutamiento y recaudación de fondos en muchos países occidentales, siendo Estados Unidos uno de sus principales destinos de recaudación de fondos. En sus giras de recaudación de fondos, Abdullah Azzam visitó las mezquitas de "Brooklyn, St. Louis, Kansas City, Seattle, Sacramento, Los Ángeles y San Diego; en total, hubo 33 ciudades en Estados Unidos que abrieron sucursales de la organización de bin Laden y Azzam, los Servicios Bureau, con el fin de apoyar la jihad". 
La mayoría de los financiadores y redes de apoyo de MAK que se presentan como ONG caritativas fueron cerradas y designadas poco después de los ataques del 11 de septiembre y la posterior firma de la Ley Patriota.

### Centro de refugiados de Al Kifah
Las primeras oficinas en los Estados Unidos se establecieron dentro del Centro de Refugiados Al Kifah en Brooklyn y en el Centro Islámico en Tucson, Arizona .
El Centro de Refugiados Al Kifah en Brooklyn, Nueva York, establecido a mediados y finales de la década de 1980, fue operado originalmente por Mustafa Shalabi, un colaborador cercano del cofundador de MAK, Abdullah Azzam. Al Kifah se estableció originalmente para ayudar a la causa de los muyahidines en Afganistán y obtener tanto apoyo como fondos para luchar contra los invasores soviéticos. En 1988, Shalabi se había instalado con dos asistentes principales dentro de la mezquita Al-Farooq, uno de los cuales, Mahmud Abouhalima, sería arrestado más tarde por el primer atentado contra el World Trade Center en Nueva York.
Según un relato, aproximadamente 200 "jóvenes inmigrantes árabes" fueron a ver a Shalabi sobre los combates en Afganistán. Una vez alistados, los posibles jihadistas se organizarían en grupos de tres o cuatro y se les instruiría para que "pagaran su propio camino". Sin embargo, antes de partir, los reclutas recibieron armas y entrenamiento de combate; uno de esos reclutas fue El Sayyid Nosair , quien recibió entrenamiento con rifles en el campo de tiro de High Rock en Naugatuck, Connecticut, y luego asesinó al rabino militante Meir Kahane en Nueva York en noviembre de 1990. 
En febrero de 1991, Shalabi fue encontrado asesinado dentro de su apartamento de Nueva York.
¿Se cree [ por quién? ] que al igual que Azzam, Shalabi se había visto envuelto en una lucha de poder con los partidarios de Bin Laden, a saber, Omar Abdel-Rahman (el jeque ciego) y sus seguidores de la mezquita de Al Farouq. En 1995, Abdel-Rahman fue condenado por su participación en un complot, conocido como el 'Día del complot del terror', para bombardear varios puntos de referencia de la ciudad de Nueva York. También se alega que Rahman tenía un conocimiento íntimo del atentado original del World Trade Center en 1993.
Las investigaciones posteriores del FBI sobre la mezquita de Al-Farooq y el centro de refugiados de Al Kifah desmantelaron efectivamente la oficina de MAK en Nueva York.

### CARE International
Establecido a principios de la década de 1990 como la sucursal de Boston del Centro de Refugiados Al-Kifah, el director de la oficina, Emad Muntasser cambió el nombre a CARE International Inc. luego del atentado con bomba en el World Trade Center de 1993 y el desmantelamiento de la oficina de Brooklyn. 
CARE International reclutó el uso de varias tácticas en los intentos de recaudar fondos y reclutar posibles combatientes. Estas tácticas incluyeron, pero no se limitaron a, cenas y eventos en mezquitas locales, donaciones de "fonatones", proyecciones abiertas de nuevos videos yihadistas, un boletín llamado "Al Hussam" e incluso visitas a universidades bajo la apariencia de asociaciones de estudiantes musulmanes. 
Muntasser aplicó ya que se le concedió una exención de impuestos del IRS como una "organización benéfica no política", lo que permite a la organización recibir donaciones exentas de impuestos de todo Estados Unidos. CARE pudo recaudar casi $ 2 millones a través de pequeñas donaciones. 
En 2005, los fiscales acusaron a Emmad Muntasser, Samir Al-Monta y Mohammed Mubayyid de conspiración para defraudar a los Estados Unidos y participar en un plan para ocultar información a los Estados Unidos. 

### IARA y vínculos con Mark Siljander
La Agencia de Ayuda Islámica Africana (IARA) tenía su sede en Jartum, Sudán y estableció más de 40 oficinas en todo el mundo, incluido Estados Unidos.
El Departamento del Tesoro de los Estados Unidos designó la Agencia de Ayuda Islámica Africana de conformidad con la Orden Ejecutiva 13224 el 13 de octubre de 2004 para apoyar a Osama Bin-Laden y MAK (y posteriormente a Al-Qaeda). La designación citó un caso en el que miembros de IARA acompañaron a líderes de MAK en un viaje de recaudación de fondos a Sudán en el que se recaudaron $ 5 millones para MAK. 
Mark Siljander , un ex congresista republicano del oeste de Michigan fue acusado de lavado de dinero y obstrucción de la justicia. La IARA le dio a Siljander $ 50,000 en pago para presionar a favor de la eliminación del grupo de una lista del Senado de los Estados Unidos de organizaciones benéficas vinculadas al terrorismo en 2004; sin embargo, no está claro si alguna vez participó en tales esfuerzos de cabildeo.  Siljander fue condenado a un año y un día de prisión tras declararse culpable de obstrucción a la justicia y actuar como agente extranjero no registrado. 
Un día después del comunicado de prensa del Departamento de Justicia anunciando la condena de Siljander, emitió una declaración de aclaración sobre el conocimiento del excongresista de la IARA: "Es importante señalar que la acusación no acusa a ninguno de los acusados con apoyo material de terrorismo, ni alega que hayan financiado actos terroristas a sabiendas. En cambio, la acusación formal alega que algunos de los acusados participaron en transacciones financieras que beneficiaron a bienes controlados por un terrorista designado, en violación de la Ley de poderes económicos de emergencia internacional". 

### Fundación Global Relief
La Global Relief Foundation era una supuesta organización benéfica sin fines de lucro que se estableció y tuvo su sede en Bridgeview, Illinois en 1992. Se autodenominaba como la segunda organización benéfica musulmana más grande de los Estados Unidos, el grupo afirmó haber recaudado aproximadamente $ 5 millones al año. 
El Departamento del Tesoro designó al grupo en virtud de la EO 13224 y declaró en un comunicado de prensa de octubre de 2002 que "el GRF tiene conexiones con Osama bin-Laden, la red Al-Qaeda y otros grupos terroristas conocidos y les ha proporcionado asistencia". prosiguió señalando que "Uno de los fundadores de GRF fue anteriormente miembro de Makhtab Al-Khidamat". 

### Fundación Benevolence International
Fundada en Arabia Saudita a fines de la década de 1980 como "Lajnat al-Birr al Islamiah" (LIB) por el jeque Adedl Abdul Galil Batterjee, la organización cambió su nombre a Benevolence International Foundation (BIF) al incorporarse en Burbank Illinois, EE. UU. A principios de 1992.  Durante la guerra afgana-soviética , LIB, al igual que muchas organizaciones similares, ayudó a financiar a los combatientes muyahidines. Sin embargo, después de la guerra, LIB, que ahora opera como BIF, ayudó a establecer y financiar Al-Qaeda. 
Se cree que entre 1993 y 2001 la Benevolence International Foundation recaudó más de 17,5 millones de dólares. 
El 19 de noviembre de 2002, el Tesoro de los Estados Unidos designó al BIF (así como a otras dos entidades) como financiadores del terrorismo, citando la estrecha relación entre el director ejecutivo de BIF, Enaam Arnaout, y Osama bin-Laden. 

### Cautivos de Guantánamo presuntamente asociados con Maktab al Khidamat
| nombre                              | notas |
| Khalid Mahomoud Abdul Wahab Al Asmr | - Frente a la acusación: "El detenido trabajaba para Maktab al Khidmat" . - Reconocido trabajar para Maktab al Khidmat. Pero testificó que todo su trabajo fue un trabajo humanitario, y todo su trabajo fue anterior a 1992. - Testificó que trabajó con la esposa de Sheikh Abdullah Azaam. - Testificó que el gobierno de Pakistán cerró Maktab al Khidani en 1996. |
| Ahmed Hassan Jamil Suleyman         | - Frente a la acusación: "El detenido es miembro del Maktab al-Khidmat". - Su oficial militar asistente informó a su Junta de Revisión Administrativa que "negó saber nada sobre Maktab Al-Mukhabarat [ sic ]" |
| Mammar Ameur                        | - Durante su Junta de Revisión Administrativa se enfrentó a las dos acusaciones siguientes: - "El detenido se quedó en la casa de huéspedes argelina , ubicada en la parte de Hayatabad de Peshawar , Pakistán". - "La casa de huéspedes puede haber sido financiada por la oficina de Maktab al-Khidmat en Peshawar, Pakistán".                                       |

## Lectura adicional
- Gunaratna, Rohan. 2002. Inside Al Qaeda: Global Network of Terror . Escriba, Melbourne.
- Lance, Peter. 2003. 1000 años de venganza: terrorismo internacional y el FBI . Regan Books, Nueva York.

- Datos: Q1411386